# Кале (Баница, Леринско)
Калето (на гръцки: Κάλετο, Κάστρο Βεύης) е археологически обект край село Баница (Веви), Леринско, Гърция.

## Местоположение
Калето е разположено на десетина километра югозападно от Баница, в Мала река над рудник „Баница“ на река Реката.

## История
Употребата на хоросан в зидарията на стените показва, че крепостта не е класическа, а принадлежи към Късната античност или по-вероятно към Ранното средновековие. Не е възможно да се идентифицира с който и да е град или крепост, споменати в историческите извори.